# 第二紀 (トールキン)
第二紀（だいにき、Second Age; SA）は、J・R・R・トールキンの小説『指輪物語』及び『シルマリルの物語』の世界に出てくる歴史の時代区分の一つである。

## 概要
第二紀は3441年続いた。第二紀は、モルゴスがヴァリノールの軍によって捕らえられたのに始まり、サウロンが、ギル＝ガラドとエレンディルの同盟軍に敗れ、その肉体を失うまでの時代である。
第二紀の初め、人間の中でもモルゴスを滅ぼした怒りの戦いにおいて功績のあったエダインは中つ国の西方にあるヌーメノールを居住地として与えられ、そこで栄えた。中つ国ではエレギオンのエルフたちが工芸の腕を伸ばし、正体を隠したサウロンの助けを得て数多くの力の指輪を作り出した。一方サウロンはそれらの指輪を支配する一つの指輪を密かに作り上げた。
エルフはサウロンの邪悪な意図に気づき、戦いが始まった。サウロンはエレギオンを滅ぼし（エルフの三つの指輪を除く）力の指輪を奪い、ドワーフと人間に与えた。サウロンは中つ国の大部分を支配したが、エルフはミスロンド（灰色港）とイムラドリス（裂け谷）を拠点として抵抗した。しかしアル＝ファラゾーン王の率いるヌーメノールの船団が西からやってきてサウロンに挑戦すると、サウロンは力では勝算のないことを悟って降伏した。
捕虜となってヌーメノールへつれてこられたサウロンは、やがて王を籠絡して王の助言役となった。サウロンの助言にそそのかされ、アル＝ファラゾーンはヌーメノールが見えなくなるほど西方に航海してはならないというヴァラールの禁を破ってヴァリノールへ兵を向けた。イルーヴァタールはアマンの地を地上から切り離し、世界を平面から球体へと変える大変動を起こした。アル＝ファラゾーンとその軍勢は崩れてきた山の生き埋めとなり、艦隊は海の底に落ちヌーメノールは水没した。
ヌーメノールの水没を逃れたエレンディルを始めとするヌーメノール人は中つ国にたどり着いて北方王国アルノールと南方王国ゴンドールを建国した。サウロンは水没によって肉体を失ったが、その魂はモルドールへ帰還した。
サウロンは戦いの準備を整えて、ゴンドールを攻撃した。エルフと人間の最後の同盟が結ばれ、ダゴルラドにおける勝利に続く7年にわたるバラド＝ドゥーアの包囲戦の後、ギル＝ガラドとエレンディルによってついにサウロンが倒されて第二紀は終わりを迎えた。